# لیندا لوین
لیندا لوین (انگلیسی: Linda Lavin؛ ۱۵ اکتبر ۱۹۳۷ – ۲۹ دسامبر ۲۰۲۴) بازیگر، تهیه‌کننده و خواننده اهل ایالات متحده آمریکا بود. وی فعالیت‌های هنری خود را از سال ۱۹۵۸ میلادی آغاز کرد.
او دو مرتبه در سال‌های ۱۹۷۹ و ۱۹۸۰ میلادی، برندهٔ جایزه گلدن گلوب و یک بار نیز در سال ۱۹۸۷ میلادی، برندهٔ جایزه تونی شد.

## گزیدهٔ آثار

### سینما
- ریکاردو بودن (۲۰۲۱)
- چگونه عاشقی لاتین‌تبار باشیم (۲۰۱۷)
- نانوایی در بروکلین (۲۰۱۶)
- کارآموز (۲۰۱۵)
- تاریخچه کوتاه زوال (۲۰۱۳)
- نقشه جایگزین (۲۰۱۰)
- صبح تو را می‌بینم (۱۹۸۹)

### تلویزیون
- همسر خوب (۲۰۱۵–۲۰۱۴)
- شان دنیا را نجات می‌دهد (۲۰۱۳)
- سوپرانوز (۲۰۰۲)
- آلیس (۱۹۷۶–۱۹۸۵)

## مرگ
لوین در ۲۹ دسامبر ۲۰۲۴، در سن ۸۷ سالگی به علت سرطان ریه درگذشت.